# 埃尔库沃德东桑乔
埃尔库沃德东桑乔，是西班牙卡斯蒂利亚-莱昂萨拉曼卡省的一个市镇。 总面积91平方公里，总人口584人（2001年），人口密度6人/平方公里。